# Stribog
Stribog (rusko Стрибог, poljsko Strzybog) je v slovanski mitologiji bog vetra.
Slovani so o njem govorili kot o božanstvu neba, zraka in vetra. Stribog naj bi bil prednik (praded) otrok vetrov osmih smeri neba. Njegov dan je sobota, kar ni slučajno, saj je sobota družinski dan.
Etimološki pomen besede verjetno izhaja iz besede stari bog, kjer se je stari okrajšalo v str.